# لوچ تایگر
لوچ تایگر (Syncrossus helodes)، که معمولاً با نام‌های لوچ نواری، بوتیای تایگر و بعضاً کتی لوچ نیز شناخته می‌شود، یک ماهی آب شیرین از خانواده لوچ‌های بوتی و بومی رودخانه های ویتنام, تایلند, لائوس و کامبوج است .  بوچ تایگر شبیه گونه لوچ تایگر سبز (Syncrossus hymenophysa) بومی بورنئو، سوماترا و شبه جزیره مالزی است و این دو اغلب اشتباه گرفته میشوند. تفاوت لوچ تایگر با گونه دوم به دلیل عدم وجود یک نقطه تیره در باله پشتی و وجود علائم تیره نامنظم در قسمت پایین بدن است. 

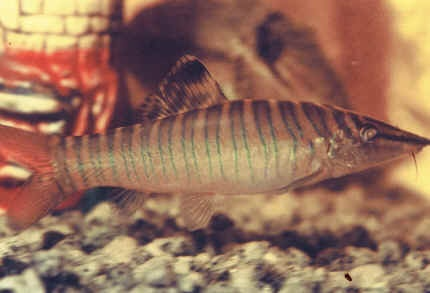
لوچ تایگر سبز اغلب با لوچ تایگر اشتباه گرفته می شود.

این گونه ۲۵ تا ۳۰ سانتیمتری رشد می کند. پارامترهای آب ترجیحی آن عبارتند از پی‌اچ ۷ یا کمتر، سختی آب نرم پایین تر از ۱۲ و کمی اسیدی، دمای بین ۲۵ تا ۳۰ درجه سانتیگراد. برخی از جوان‌ها با رسیدن به بلوغ مقداری از رنگ خود را از دست می دهد 

## مراجع
1. ↑  Allen, D.J. (2011). "Syncrossus helodes". IUCN Red List of Threatened Species. IUCN. 2011: e.T187994A8640236. doi:10.2305/IUCN.UK.2011-1.RLTS.T187994A8640236.en. Retrieved 11 November 2021.
2. ↑  Syncrossus helodes — Loaches Online
3. ↑  Syncrossus helodes — Seriously Fish
4. ↑  Syncrossus helodes — The Aquarium Wiki